# Zamarovce
Zamarovce es un municipio situado en el distrito de Trenčín, en la región de Trenčín, Eslovaquia. Tiene una población estimada, en octubre de 2022, de 1182 habitantes.
Está ubicado en el centro-norte de la región, cerca del río Váh (cuenca hidrográfica del Danubio) y de la frontera con la República Checa.

## Demografía
| Año        | 1994 | 2004     | 2014     | 2024     |
| ---------- | ---- | -------- | -------- | -------- |
| Población  | 635  | 763      | 970      | 1174     |
| Diferencia |      | +20,15 % | +27,12 % | +21,03 % |

| Año        | 2023 | 2024    |
| ---------- | ---- | ------- |
| Población  | 1178 | 1174    |
| Diferencia |      | −0,33 % |